# Alpina telekii
Alpina telekii är en fjärilsart som beskrevs av Bartha 1933. Alpina telekii ingår i släktet Alpina och familjen mätare. Inga underarter finns listade i Catalogue of Life.